# Plebiscyt Przeglądu Sportowego 1975
Plebiscyt Przeglądu Sportowego 1975 – 41. edycja Plebiscytu „Przeglądu Sportowego” na najlepszego sportowca Polski 1975 roku.

## Charakterystyka
Redakcja gazety sportowej „Przegląd Sportowy” po raz 41. zorganizowała wybór polskiego sportowca, który zdaniem głosujących był najlepszym tzn. jego dokonanie i wynik oceniono najwyżej w 1975 (mistrzostwo świata, mistrzostwo Europy, pobicie rekordu świata czy Europy). Wstępnie redakcja dokonała selekcji i wytypowała listę sportowców na których można było oddać głos. Każdy z głosujących mógł na podstawie zamieszczonego na łamach gazety kuponu wytypować kolejność sportowców na których zamierza głosować i przesłać tak wypełniony kupon na adres redakcji, która podsumowała liczbę punktów oddanych na każdego sportowca, a na balu mistrzów sportu 10 stycznia 1976 tradycyjnie w salach hotelu Europejskiego w Warszawie odbyło się oficjalne ogłoszenie wyników i wręczenie nagród. Ogółem na plebiscyt wpłynęło, znacznie mniej niż w roku poprzednim, bo 52 284 kuponów (również od głosujących z zagranicy, z 23 krajów).  

## Wyniki
Pierwsze miejsce zdobył kpt. Zygmunt Smalcerz, który we wrześniu 1975 wywalczył tytuł mistrza świata i Europy na 49. mistrzostwach świata w podnoszeniu ciężarów w Moskwie, w wadze muszej (do 52 kg), (zwyciężył również w poszczególnych bojach: rwaniu i podrzucie). Drugie miejsce przypadło Irenie Szewińskiej, która w marcu zdobyła brązowy medal na 6. halowych mistrzostwach Europy w lekkoatletyce w Katowicach, w biegu na 60 m, natomiast trzecie miejsce zdobył Władysław Kozakiewicz, który zdobył brązowy medal na tych samych 6. HME w Katowicach, w skoku o tyczce. 
| Wyniki plebiscytu na najlepszego sportowca Polski w 1975 roku |                       |                         |                      |                |
| Miejsce                                                       | Sportowiec            | Klub sportowy           | Dyscyplina           | Liczba punktów |
| 1.                                                            | Zygmunt Smalcerz      | CWKS Legia Warszawa     | podnoszenie ciężarów | 392 590        |
| 2.                                                            | Irena Szewińska       | KS Polonia Warszawa     | lekkoatletyka        | 363 512        |
| 3.                                                            | Władysław Kozakiewicz | Bałtyk Gdynia           | lekkoatletyka        | 325 514        |
| 4.                                                            | Andrzej Biegalski     | CWKS Legia Warszawa     | boks                 | 310 044        |
| 5.                                                            | Wojciech Fibak        | AZS Poznań              | tenis                | 239 456        |
| 6.                                                            | Ryszard Szurkowski    | Dolmel Wrocław          | kolarstwo            | 219 321        |
| 7.                                                            | Grzegorz Cybulski     | WKS Śląsk Wrocław       | lekkoatletyka        | 132 842        |
| 8.                                                            | Grzegorz Śledziewski  | Stoczniowiec Gdańsk     | kajakarstwo          | 120 368        |
| 9.                                                            | Kazimierz Lipień      | Wisłoka Dębica          | zapasy               | 81 050         |
| 10.                                                           | Andrzej Szajna        | Zawisza Bydgoszcz       | gimnastyka           | 58 212         |
| 11.                                                           | Grażyna Rabsztyn      | Gwardia Warszawa        | lekkoatletyka        |                |
| 12.                                                           | Adela Dankowska       | Aeroklub Poznański      | szybownictwo         |                |
| 13.                                                           | Wiesław Rudkowski     | CWKS Legia Warszawa     | boks                 |                |
| 14.                                                           | Zbigniew Kaczmarek    | Górnik Siemianowice     | podnoszenie ciężarów |                |
| 15.                                                           | Antoni Szymanowski    | Wisła Kraków            | piłka nożna          |                |
| 16.                                                           | Maria Ćwiertniewicz   | KS Pieniny Szczawnica   | kajakarstwo          |                |
| 17.                                                           | Jan Tomaszewski       | ŁKS Łódź                | piłka nożna          |                |
| 18.                                                           | Grzegorz Lato         | Stal Mielec             | piłka nożna          |                |
| 19.                                                           | Sobiesław Zasada      | Automobilklub Krakowski | sport samochodowy    |                |
| 20.                                                           | Mieczysław Nowicki    | Włókniarz Łódź          | kolarstwo            |                |